# Adiasmachado

## Adiasmachado
Adiasmachado, pseudónimo de António Dias Machado, é um artista plástico português nascido a 13 de setembro de 1961, na região do Minho, entre a freguesia de Pedome (Vila Nova de Famalicão) e a cidade de Braga. Filho de uma pintora de flores e de um escultor, desde cedo se dedicou à pintura e à escrita, explorando as linguagens visuais e literárias como forma de expressão pessoal e emocional.

## Carreira artística
Adiasmachado começou a pintar e a escrever ainda em criança, desenvolvendo uma linguagem artística profundamente ligada à imaginação, ao sentimento e à intuição. A sua obra abrange temas diversos, combinando simbolismo, expressividade e uma abordagem introspectiva da figura humana e da paisagem.
Ao longo da sua carreira, participou em inúmeras exposições individuais e coletivas, tendo marcado presença em várias bienais, tanto como convidado como artista selecionado. Está representado em coleções públicas e privadas, em galerias de arte, museus, câmaras municipais, bibliotecas e outros espaços culturais. Sendo reconhecido nacional e internacionalmente.

## Prémios e distinções

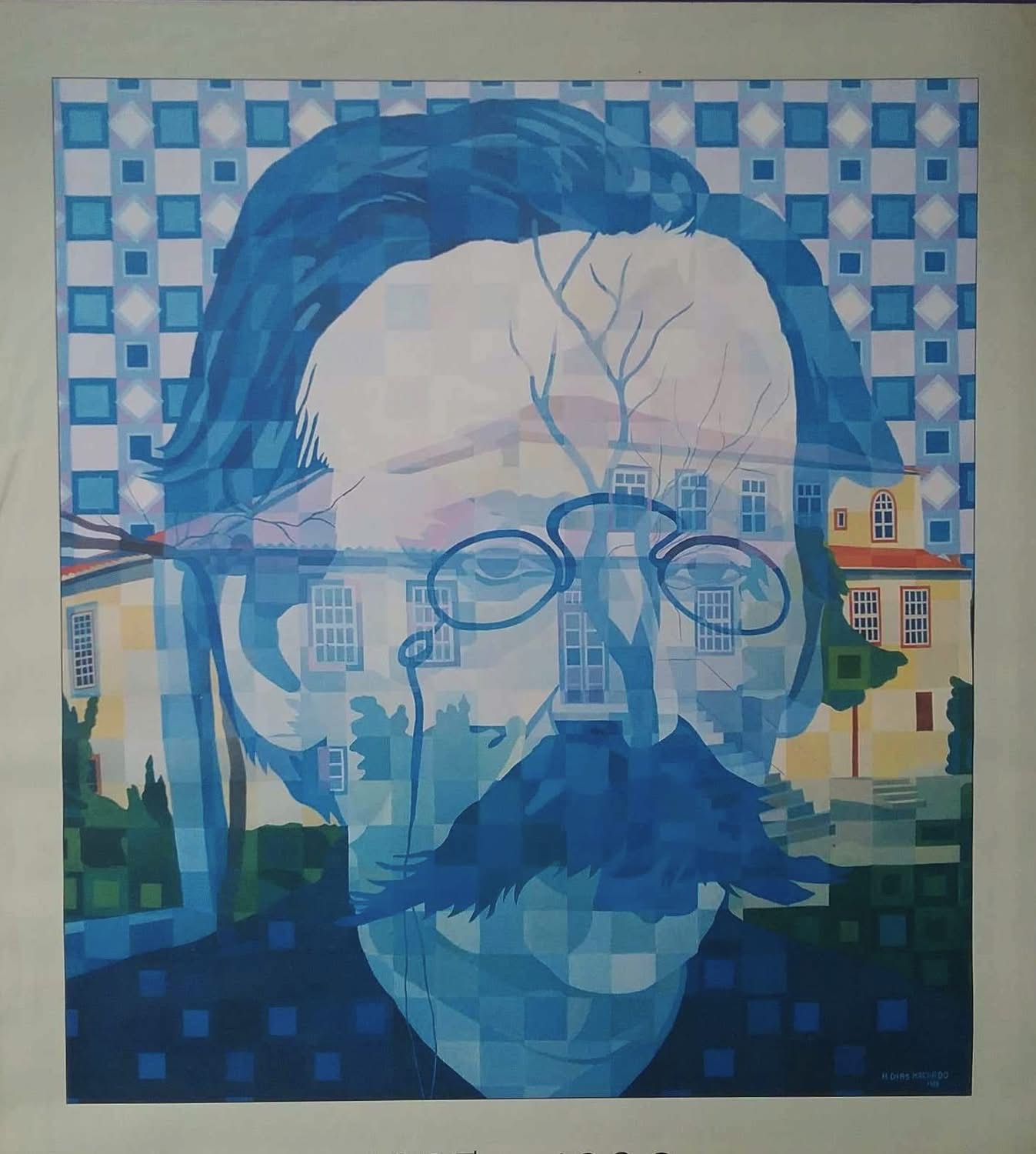
Camilo Castelo Branco, pintura de Adiasmachado (1989)

Adiasmachado foi distinguido com diversos prémios de pintura ao longo da sua trajetória artística, entre os quais se destacam:
- Prémio Padre Benjamim Salgado atribuído pela Câmara Municipal de Vila Nova de Famalicão com a obra *Camilo Castelo Branco* (1989).
- 1.º Prémio de Pintura nas Festas de Vizela com a obra *A Ponte de Vizela* (1988).
- 4.º Prémio de Pintura nas Festas de Vizela com a obra *A Rua* (1988).
- 3.º Prémio de Pintura “Mestre Albino Moreira” no 13.º Encontro com a Arte em Moreira da Maia, com a obra *Aventura* (1999).
- 1.º Prémio de Pintura “Raul Brandão” com a obra *Húmus* (2018, Guimarães).
- Menções honrosas em diversos concursos nacionais de pintura.

## Outras atividades
Para além da pintura, colaborou com poetas e escritores, ilustrando capas de livros e revistas literárias, e participando com textos poéticos em várias antologias. Desenvolveu também trabalho curatorial e dinamizador cultural.
Foi fundador e mais tarde diretor da associação "Traço", Associação dos Artistas Famalicenses. Organizou e participou em múltiplas iniciativas artísticas e culturais, como:
- **"Conversas com Sentido"** e exposições na Fundação Narciso Ferreira, em Riba de Ave.
- **"Xuntos pela Arte"**, encontro artístico entre Riba de Ave e a Galiza.
- **"Cores da Poesia"** e **"Teatro dos Sonhos"** na Fundação Jorge Antunes, em Vizela.
- **"Bioarte"**, evento artístico interdisciplinar em Vizela.
- **"Dizer Arte"**, projeto cultural na Junta de Freguesia de São Victor, em Braga.